# Amália da Suécia
Amália Maria Carlota da Suécia (Estocolmo, 22 de fevereiro de 1805 - Oldemburgo, 31 de agosto de 1853) foi uma princesa sueca.

## Família
Amália era a quarta filha do rei Gustavo IV Adolfo da Suécia e da princesa Frederica de Baden. Pelo lado da mãe era sobrinha da princesa Luísa de Baden, esposa do czar Alexandre I da Rússia. Os seus avós paternos eram o rei Gustavo III da Suécia e a princesa Sofia Madalena da Dinamarca. Os seus avós maternos eram o príncipe-herdeiro Carlos Luís de Baden e a marquesa Amália de Hesse-Darmstadt.

## Biografia
Amália deixou a Suécia aquando da deposição do pai em 1809 e foi criada em Baden. Sofria de raquitismo e morreu solteira e sem filhos. Interessava-se por música e era amiga de Jenny Lind.

## Genealogia
| Amália da Suécia | Pai: Gustavo IV Adolfo da Suécia | Avô paterno: Gustavo III da Suécia       | Bisavô paterno: Adolfo Frederico da Suécia        |
| Amália da Suécia | Pai: Gustavo IV Adolfo da Suécia | Avô paterno: Gustavo III da Suécia       | Bisavó paterna: Luísa Ulrica da Prússia           |
| Amália da Suécia | Pai: Gustavo IV Adolfo da Suécia | Avó paterna: Sofia Madalena da Dinamarca | Bisavô paterno: Frederico V da Dinamarca          |
| Amália da Suécia | Pai: Gustavo IV Adolfo da Suécia | Avó paterna: Sofia Madalena da Dinamarca | Bisavó paterna: Luísa da Grã-Bretanha             |
| Amália da Suécia | Mãe: Frederica de Baden          | Avô materno: Carlos Luís de Baden        | Bisavô materno: Carlos Frederico de Baden         |
| Amália da Suécia | Mãe: Frederica de Baden          | Avô materno: Carlos Luís de Baden        | Bisavó materna: Carolina Luísa de Hesse-Darmstadt |
| Amália da Suécia | Mãe: Frederica de Baden          | Avó materna: Amália de Hesse-Darmstadt   | Bisavô materno: Luís IX de Hesse-Darmstadt        |
| Amália da Suécia | Mãe: Frederica de Baden          | Avó materna: Amália de Hesse-Darmstadt   | Bisavó materna: Carolina de Zweibrücken           |